# Opylovač

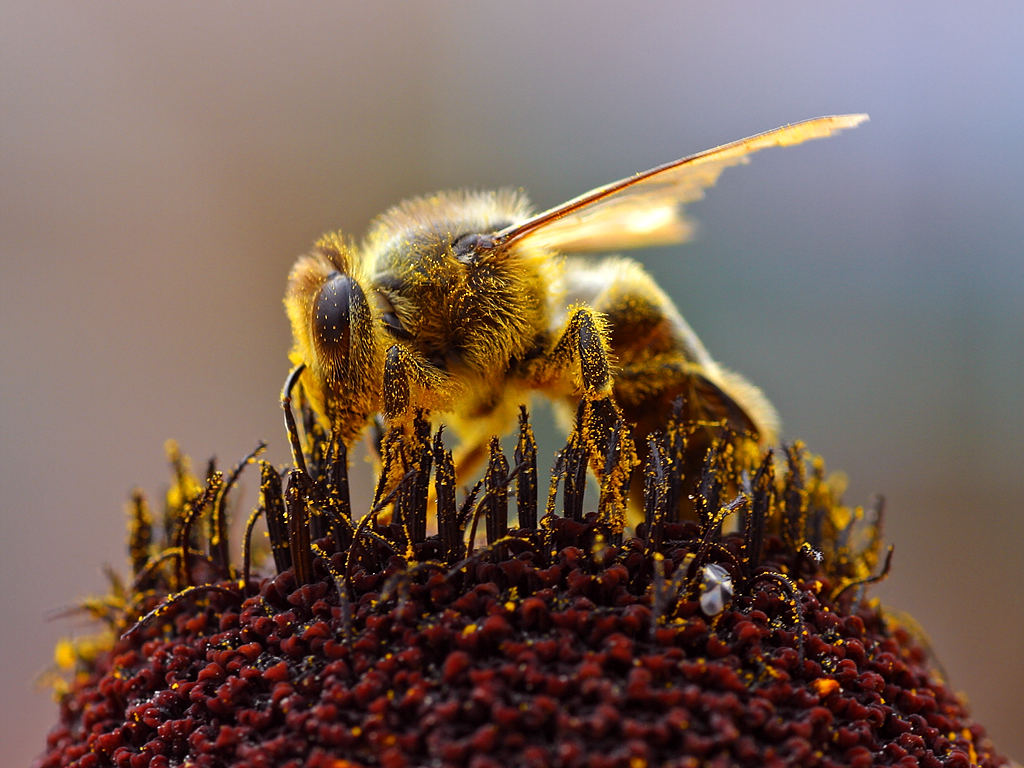
Včela medonosná je snad nejznámějším opylovačem vůbec.

Opylovač je živočich, který umožňuje opylení, tj. přenáší pyl z jedné rostliny na druhou, respektive z prašníků jedné rostliny na bliznu jiné rostliny. Opylovači se uplatňují zejména u krytosemenných rostlin.
Z ekologického hlediska se vztah mezi opylovačem a rostlinou jeví jako mutualismus, tedy oboustranně prospěšný symbiotický vztah. Rostliny totiž poskytnou živočichům pyl nebo nektar, a opylovači "na oplátku" rozšiřují jejich pyl na jiné rostlinné jedince téhož druhu, čímž umožňují oplodnění rostlin. Statická elektřina ale způsobuje, že například motýli zachytávají pyl na dálku.
Z hlediska rostlin je způsob šíření pylu zván zoogamie.
V zahradnické terminologii (ovocnářství) je opylovač rostlina, která je svým pylem schopna opylit (často pomocí hmyzu, který pak může být nazýván opylovatelem) rostlinu, která není schopna se opylit sama (je cizosprašná). U slivoní je příkladem Althanova renklóda, pro kterou je vhodný opylovač například Zelená renklóda, u hrušek bývá uváděno vhodné vzájemné opylení u odrůd Děkanka Robertova a Neliska zimní. V pomologických článcích bývají často uváděny konkrétní odrůdy vhodné k opylení dané odrůdy. Tyto seznamy mají význam zejména pro velkovýsadby a uvádějí v praxi ověřené opylovače, ale nevylučují možnost kvalitního opylení jinými odrůdami, které se v zahrádkářských výsadbách běžně vyskytují.

## Kteří živočichové opylují

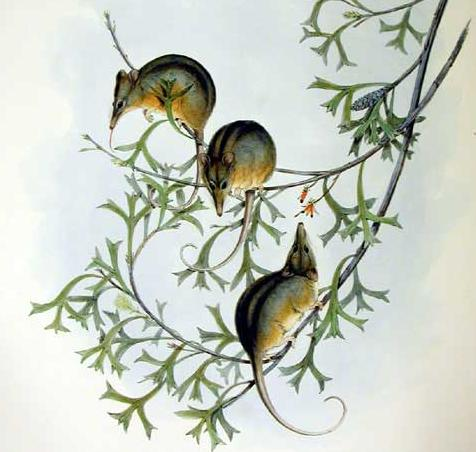
Possum medosavý, jeden z opylovačů - vačnatců

Spektrum opylovačů je velmi široké, ale ve skutečnosti mezi nejvýznamnější opylovatče patří hmyz (entomogamie). Známe však i další skupiny, jako jsou ptáci (ornitogamie), letouni (chiropterogamie), vzácně i jiní savci nebo dokonce měkkýši (malakogamie).

### Hmyz
Opylování hmyzem se nazývá entomogamie čili hmyzosnubnost. Mezi hmyzí opylovače řadíme hlavně řád blanokřídlí, k němuž patří např. včely včetně rodů Melipona a Trigona (tzv. bezžihadlové včely) či čmeláci. Dalšími významnými hmyzími opylovači jsou motýli, dvoukřídlí (např. pestřenky) a brouci. Právě brouci jsou pravděpodobně vůbec nejstaršími opylovači. Poslední skupinou opylujícího hmyzu jsou vzácně i třásněnky.

### Ptáci
Druhou významnou skupinou opylovačů jsou ptáci, opylování jejich přičiněním se nazývá ornitogamie. Známe asi 1500 druhů opylujících ptáků. Známá je zejména skupina kolibříků, dále však opylují i strdimilové, medosavkovití, květozobovití a šatovníkovití. Opylování ptáky je nejčastější v tropech, ale někteří kolibříci se dostávají až na Aljašku.

### Savci
Ze savců opyluje zejména 30 rodů netopýrů a několik druhů kaloňů, kterýžto mechanismus se nazývá chiropterogamie. Opylují zejména v tropech a bývají vybaveni až osmicentimetrovým jazykem.
Z ostatních savců opylují někteří vačnatci (např. possum medosavý). I někteří hlodavci mohou opylovat. Vůbec největším opylovačem je však madagaskarský lemur vari, který má na výšku i přes 1 metr. Někdy však uměle opyluje rostliny i člověk.

### Další skupiny
Někdy opylují i plazi, zejména na ostrovech. Známý je například pagekon (Hoplodactylus). Navštěvují květy kvůli pylu i nektaru. Tyto ještěrky opylují například rostlinu železnec (Metrosideros excelsa).
Vzácně opylují i někteří měkkýši, což se nazývá malakogamie. Z nich známe několik druhů slimáků, kteří požírají masitou bliznu a pyl jim ulpívá na těle.

## Lákadla pro opylovače

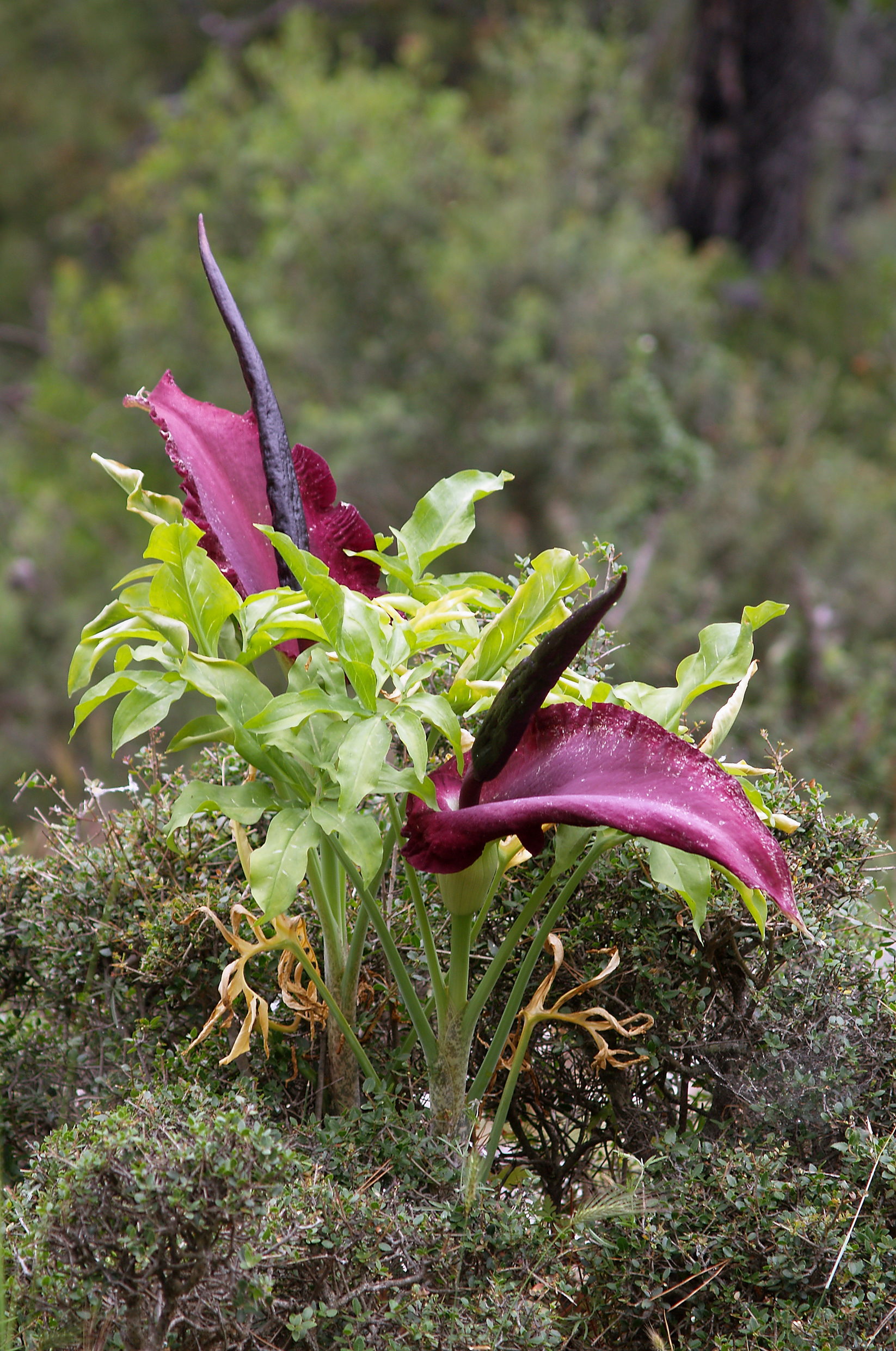
Drakovec obecný Dracunculus vulgaris, rostlina, která "přítápí" svým opylovačům

Živočichové samozřejmě neopylují z dobrého rozmaru, ale proto, že jim z tohoto vztahu plynou jisté výhody. Nejčastěji je tou odměnou pyl nebo nektar rostlin. Pyl je energeticky bohatý, obsahuje zejména lipidy a cukry. Nektar je sladká šťáva s vysokým obsahem vody a v ní rozpuštěných cukrů. Tvoří se v nektariích, a to zejména uvnitř květu.
Rostliny se přizpůsobují na své opylovače, lákají je a různým způsobem zvyšují efektivitu symbiotického vztahu. Na každou skupinu opylovačů však platí něco jiného.

### Květy opylované hmyzem
Každá skupina opylujícího hmyzu se soustředí na určitý typ květů. Brouci oceňují velké, mohutné a otevřené květy s velkým množstvím pylu. Včely mají rády květy s nasládlou vůní a s přistávacími plochami, nejčastěji zvonovitého nebo trubkovitého tvaru. Noční motýli se soustřeďují na barevně nevýrazné nebo jasně bílé květy, které voní a často vybíhají v ostruhu. Mouchy preferují temně červené květy s pachem hnijícího masa - v tomto případě se však nejedná o mutualismus, ale o podfuk na mouchy, které chtějí naklást svá vajíčka.

### Květy opylované obratlovci
Květy, které opylují ptáci, jsou většinou velké s velkým množstvím nektaru, velmi barevné - většinou červené až oranžovočervené. Netopýří květy nejsou nápadně zbarvené, ale často zase voní zralým ovocem. Někdy opylují ptáci a netopýři tzv. kauliflorní květy, které vyrůstají přímo z kmene (jsou tedy přístupnější i větším živočichům). Květy opylované plazy mají často výraznou vůni, jsou robustní, ale nepříliš barevné.

### Zvláštní lákadla
V chladných oblastech je lákadlem tepelně izolované prostředí uvnitř květu. Tím jsou známá např. květenství rostliny Saussurea, Crocus, ale zejména áronovitá rostlina Dracunculus vulgaris. Ta dokáže ohřát vnitřek květu až o 22 stupňů.
Někdy rostliny lákají i zvukem, jako například liána Mucuna holnotii. Ve skutečnosti pavéza této rostliny odráží echolokační signály netopýrů.